# Lagenaria sphaerica
Lagenaria sphaerica är en gurkväxtart som först beskrevs av Otto Wilhelm Sonder, och fick sitt nu gällande namn av Ernst Meyer. Lagenaria sphaerica ingår i Flaskkurbitssläktet som ingår i familjen gurkväxter. Inga underarter finns listade i Catalogue of Life.

## Bildgalleri

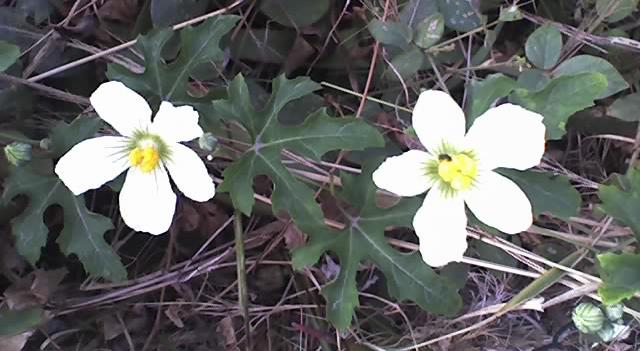
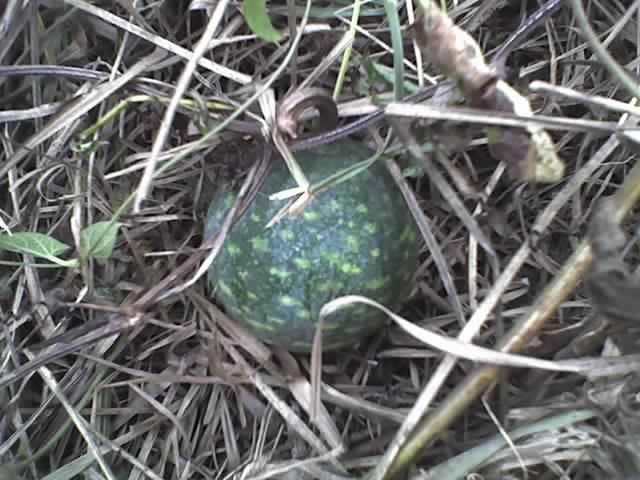
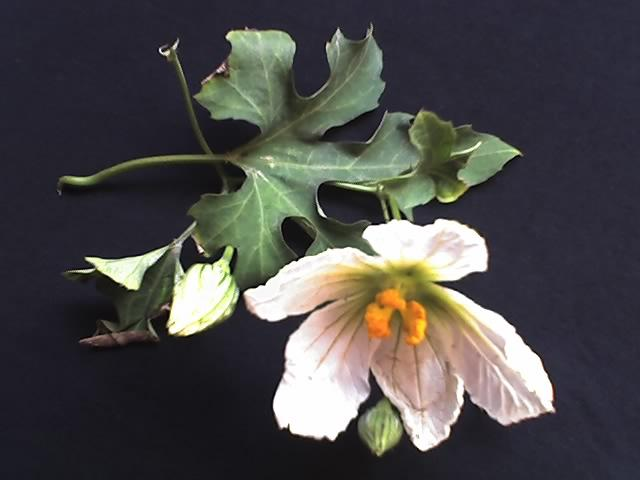